# Llengua guayabero
El guayabero (jiw) és una llengua parlada pels indígenes guayaberos que forma la branca suroccidental de la família guahibana. Tenia un miler de parlants el 2011.
És una llengua aglutinant. Encara que hi ha llibertat relativa quant a l'ordre de les paraules, l'ordre comú de l'oració és subjecte, objecte, verb, però les circumstàncies temporals tendeixen a anteposar-se al subjecte,, l'objecte directe tendeix a anar entre el subjecte i el verb i les circumstàncies espacials es posposen al verb.

## Casracterístiques
Per als noms hi ha tres gèneres: masculí (-n), femení (-w) i neutre (-x). El sufix -t actua com article singular. El plural dels noms considerats "animats" o en moviment, es marca amb el sufix -(a)n; els noms referents als humans es pluralitzen -iwi, encara que els termes de parentiu i els pronoms es pluralizan amb el sufix -i. El diminutiu es marca amb el sufix -c i l'augmentatiu amb el prefix pin-.
Hi ha possessius generals (tha_jax: "el meu"; wha'jax: "nostre"; niej_jax: "teu", "vostre"; piaj_jax: "el seu"); i prefixos possessius (tha-, wha-, nih-, pih-), per als noms relatius al posseïdor, com els termes de parentiu.
En els pronoms un prefix distingeix entre els que conversen (ja-: "jo" xan, "tú" xam, "nosaltres" xatis, "nosaltres sense tu" xatisel, "vosaltres" xamal) i els altres (japi-: "el" japon, "ella" japow, "allò" japox, "ells" o "elles" japi). En la conjugació verbal, mitjançant sufixs s'indiquen la persona, número, manera i temps.

## Fonologia
Vocals
|         | Anteriors | Centrals | Posteriors |
| ------- | --------- | -------- | ---------- |
| Tancada | i         | ɨ        | o          |
| Mitjana | e         |          | o          |
| Oberta  |           | a        |            |

En síl·labes accentuades la vocal es realitza tancada i en síl·labes àtones sona oberta.
Consonants
|                  | labial | alveolar | palatal | velar | glotal |
| ---------------- | ------ | -------- | ------- | ----- | ------ |
| oclusiva sordes  | p      | t        | č       | k     |        |
| oclusiva sonores | b      | d        |         |       |        |
| nasals           | m      | n        |         |       |        |
| fricativa sordes | ɸ      | s        |         | x     | h      |
| lateral          |        | l        |         |       |        |
| vibrant          |        | r        |         |       |        |
| Aproximants      | w      |          | i       |       |        |

La n sona ñ després d' i i e (/benel/ = béñel : "fariña"). La w sona v al començament de la paraula o en síl·laba accentuada (/wik/ = vik : "vent"). La k pot sonar g abans de consonant alveolar com a l. La s es palataliza i sona sh, al final de la paraula o lde una síl·laba després de les vocals «i» i «e». L'accent és fonèmic (no és predictible), encara que recau en una de les dues últimes síl·labes.